# Ben Berden

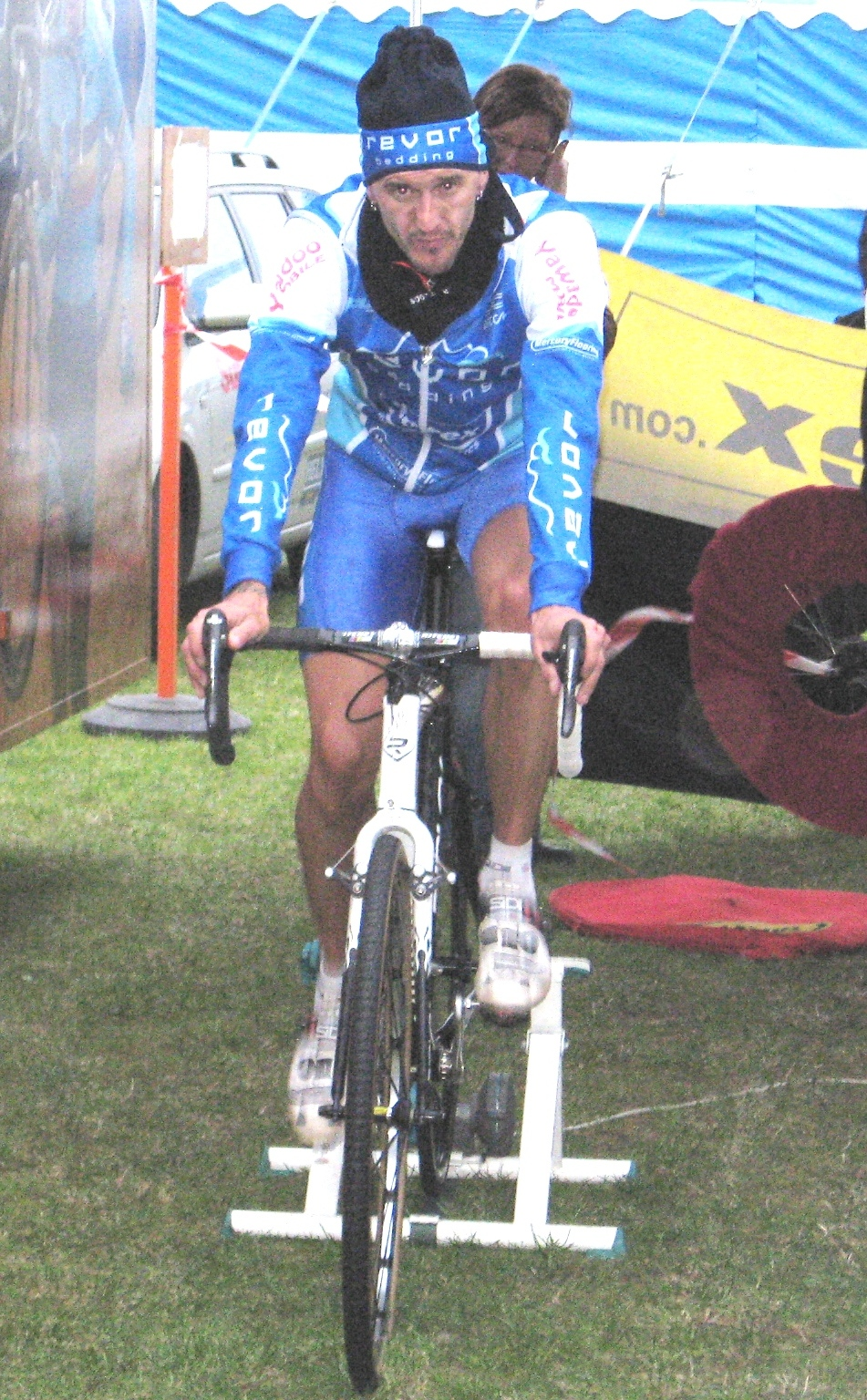
Ben Berden (2007)

Ben Berden (* 29. September 1975 in Hasselt) ist ein belgischer Cyclocross- und Straßenradrennfahrer.

## Sportliche Laufbahn
Ben Berden gewann 1994 bei den Cyclocross-Weltmeisterschaften in Koksijde die Bronzemedaille im Rennen der Junioren. 1996 wurde er belgischer Meister in der U23-Klasse. Auf der Straße gewann er 1998 eine Etappe bei der Ronde van Vlaams-Brabant und konnte auch die Gesamtwertung für sich entscheiden. Ende der Saison fuhr er für das Radsportteam Palmans-Ideal und wurde dort im folgenden Jahr Profi. 2000 wechselte er zu Vlaanderen 2002-Eddy Merckx und zu Saey-Deschacht Sportgroep. Nach einer Zwangspause wegen Dopings ab 2004 fuhr Berden ab 2009 erneut Rennen.
Nach einem Rennen 2004 in Essen (Belgien) wurde Berden des Dopings mit Epo überführt und zunächst für 15 Monate gesperrt; nach einem Einspruch des Weltradsportverbandes  Union Cycliste Internationale (UCI) beim Internationalen Sportgerichtshof (CAS) wurde die Sperre um acht Monate verlängert.

## Erfolge – Cyclocross
1995/1996
- Belgischer Meister (U23)

1998/1999
- Vlaamse Houtlandcross

2001/2002
- Vlaamse Houtlandcross

2002/2003
- Duinencross Koksijde
- Internationale Cyclo Cross Heerlen
- Internationale Sluitingsprijs

2003/2004
- GP Mario De Clercq
- Internationales Radcross Magstadt
- Vlaamse Houtlandcross
- Duinencross Koksijde
- Int. Cyclo-Cross Huijbergen

2004/2005
- Internationales Radcross Magstadt
- Nat. Openingsveldrit Harderwijk om de GP Shimano
- Kleicross

2011/2012
- Boulder Cup
- North Carolina Grand Prix - Race 1
- North Carolina Grand Prix - Race 2
- Cyclocross Los Angeles 2

2012/2013
- Gateway Cross Cup - Cross after Dark
- Colorado Cross Classic, Boulder

2013/2014
- Providence Cyclocross Festival 2
- Gateway Cross Cup 1
- Gateway Cross Cup 2
- CXLA Weekend: Day 2

2014/2015
- Jingle Cross 1
- Waves for Water Cyclocross 2

## Teams
- 1998 Palmans-Ideal (Stagiaire)
- 1999 Palmans-Ideal
- 2000 Vlaanderen 2002-Eddy Merckx
- 2001–2002 Vlaanderen-T Interim
- 2003 Vlaanderen-T Interim (ab 19. Juni)
- 2004 Saey-Deschacht Sportgroep (ab 1. Mai)

...
- 2009 Revor-Jartazi
- 2010 Qin Cycling Team
- 2011 Ops Ale-Stoemper
- 2012–2014 Raleigh-Clement